# U.S. Open Cup 1997
La U.S. Open Cup 1997 è stata la ottantaquattresima edizione della coppa nazionale statunitense. È iniziata il 18 giugno 1997 e si è conclusa il 29 ottobre dello stesso anno.
Il torneo è stato vinto per la prima volta dal Dallas Burn avendo battuto in finale il D.C. United ai calci di rigore.

## Date
| Turno            | Data                                 |
| ---------------- | ------------------------------------ |
| Primo turno      | 18-20-24-25-26 giugno 1997           |
| Secondo turno    | 1-2-7-8-13 1997                      |
| Terzo turno      | 23-27-29-30 luglio e 1-6 agosto 1997 |
| Quarti di finale | 10-19-20-26 agosto 1997              |
| Semifinali       | 2-3 settembre 1997                   |
| Finale           | 29 ottobre 1997                      |

## Terzo Turno
| Squadra 1                      | Risultato       | Squadra 2         |
| ------------------------------ | --------------- | ----------------- |
| Richmond Kickers               | 0 - 3           | MetroStars        |
| S.F. Seals                     | 2 - 1           | K.C. Wizards      |
| Central Coast Roadrunners      | 2 - 5           | San Jose Clash    |
| New Orleans Riverboat Gamblers | 0 - 3           | Dallas Burn       |
| Chicago Stingers               | 2 - 1           | Colorado Rapids   |
| N.E. Revolution                | 3 - 4 (dts)     | L.I. Rough Riders |
| Rochester Rhinos               | 0 - 1           | Tampa Bay Mutiny  |
| Hershey Wildcats               | 0 - 0 (2-3 dtr) | D.C. United       |

## Quarti di finale
| Squadra 1         | Risultato   | Squadra 2        |
| ----------------- | ----------- | ---------------- |
| Chicago Stingers  | 1 - 4       | Dallas Burn      |
| D.C. United       | 2 - 0       | Tampa Bay Mutiny |
| San Jose Clash    | 1 - 2       | S.F. Seals       |
| L.I. Rough Riders | 0 - 1 (dts) | MetroStars       |

## Semifinali
| Squadra 1   | Risultato   | Squadra 2   |
| ----------- | ----------- | ----------- |
| Dallas Burn | 2 - 1 (dts) | MetroStars  |
| S.F. Seals  | 1 - 2       | D.C. United |

## Finale
| Arbitro: | Rich Grady |

|                                       |                      |                              |
| Damian Kreis Sutter Peinado Rodríguez | Tiri di rigore 5 – 3 | Etcheverry Arce Moreno Iroha |